# Кубок Футбольної асоціації Малайзії з футболу 2024
Кубок Футбольної асоціації Малайзії з футболу 2024 — 34-й розіграш кубкового футбольного турніру у Малайзії. Титул володаря кубка втретє поспіль Джохор Дарул Тазім.

## Календар
| Раунд      | Дата                     | Матчі | Клуби  |
| ---------- | ------------------------ | ----- | ------ |
| 1/8 фіналу | 12-15 червня 2024        | 8     | 16 → 8 |
| 1/4 фіналу | 28 червня - 6 липня 2024 | 8     | 8 → 4  |
| 1/2 фіналу | 19 липня - 4 серпня 2024 | 4     | 4 → 2  |
| Фінал      | 24 серпня 2024           | 1     | 2 → 1  |

## 1/8 фіналу
| Команда 1          | Рахунок      | Команда 2                    |
| ------------------ | ------------ | ---------------------------- |
| 12 червня 2024     |              |                              |
| ПДРМ               | 0:3          | Малазійський Університет (2) |
| 14 червня 2024     |              |                              |
| Куала-Лумпур Сіті  | 2:3 дч       | Кучинг Сіті                  |
| Срі Паханг         | 1:1 пен. 3:4 | Пенанг                       |
| Теренггану         | 2:1          | Перак                        |
| Кедах Дарул Аман   | 5:0          | Букіт Тамбун (2)             |
| 15 червня 2024     |              |                              |
| Селангор           | 4:0          | Негері Сембілан              |
| Сабах              | 7:0          | Куала Лумпур Ровезр (2)      |
| Джохор Дарул Тазім | 4:0          | Келантан Дарул Наїм          |

## 1/4 фіналу
| Команда 1                    | Заг.         | Команда 2          | 1-й матч | 2-й матч |
| ---------------------------- | ------------ | ------------------ | -------- | -------- |
| 28 червня/5 липня 2024       |              |                    |          |          |
| Пенанг                       | 0:1          | Кедах Дарул Аман   | 0:1      | 0:0      |
| 28 червня/6 липня 2024       |              |                    |          |          |
| Теренггану                   | 7:0          | Сабах              | 4:0      | 3:0      |
| 29 червня/5 липня 2024       |              |                    |          |          |
| Малазійський Університет (2) | 0:13         | Джохор Дарул Тазім | 0:5      | 0:8      |
| 29 червня/6 липня 2024       |              |                    |          |          |
| Кучинг Сіті                  | 4:4 пен. 3:5 | Селангор           | 2:1      | 2:3 дч   |

## 1/2 фіналу
| Команда 1              | Заг. | Команда 2          | 1-й матч | 2-й матч |
| ---------------------- | ---- | ------------------ | -------- | -------- |
| 19 липня/3 серпня 2024 |      |                    |          |          |
| Теренггану             | 4:6  | Селангор           | 3:2      | 1:4 дч   |
| 19 липня/4 серпня 2024 |      |                    |          |          |
| Кедах Дарул Аман       | 1:5  | Джохор Дарул Тазім | 1:2      | 0:3      |

## Фінал
| 24 серпня 2024 16:00 (EEST) |

| Джохор Дарул Тазім                                         | 6:1      | Селангор   |
| ---------------------------------------------------------- | -------- | ---------- |
| Муньїс 26', 67', 90' Аріф Айман 42' Бергсон 62' Еберті 76' | Протокол | Фортес 59' |

| Національний стадіон Букіт-Джаліл, Куала-Лумпур Глядачів: 80 350 Арбітр: Назмі Насаруддін |